# 1988 XB2
1988 XB2 är en asteroid i huvudbältet som upptäcktes den 7 december 1988 av den japanska astronomen Yoshiaki Oshima vid Gekko-observatoriet.
Asteroiden har en diameter på ungefär 4 kilometer.